# 요괴대전쟁
요괴대전쟁(妖怪大戰爭, The Big Spook War)은 일본에서 제작된 미이케 다카시 감독의 2005년 공포, 모험, 가족, 판타지 영화이다. 카미키 류노스케 등이 주연으로 출연하였다.

## 출연

### 주연
- 카미키 류노스케
- 아라마타 히로시
- 이마와노 키요시로
- 콘도 마사오미
- 쿠리야마 치아키
- 쿄우고쿠 나츠히코
- 미야사코 히로유키
- 살몬 사케야마
- 스가와라 분타
- 타카하시 마이
- 다케나카 나오토
- 토요카와 에츠시

## 제작진
- 원작자: 미즈키 시게루